# Catastrophe du plateau d'Assy
La catastrophe du plateau d'Assy est l'un des glissements de terrain les plus meurtriers survenus en France au XXe siècle au cours duquel 71 personnes, dont 56 enfants, sont morts par la destruction partielle du sanatorium pour enfants du roc des Fiz, à Passy en Haute-Savoie.
La catastrophe se produit le 16 avril 1970, deux mois après l'avalanche de Val-d'Isère (en Savoie) qui avait enseveli sous la neige les jeunes pensionnaires d’un chalet de l’UCPA, suscitant un large débat sur la gestion des catastrophes naturelles en montagne. 
Elle constitue un évènement majeur dans la mise en place d'une politique de prévention des risques naturels avec notamment la création des plans ZERMOS, précurseurs des plans de prévention des risques (PPR).

## Géographie

### Pointe de Platé

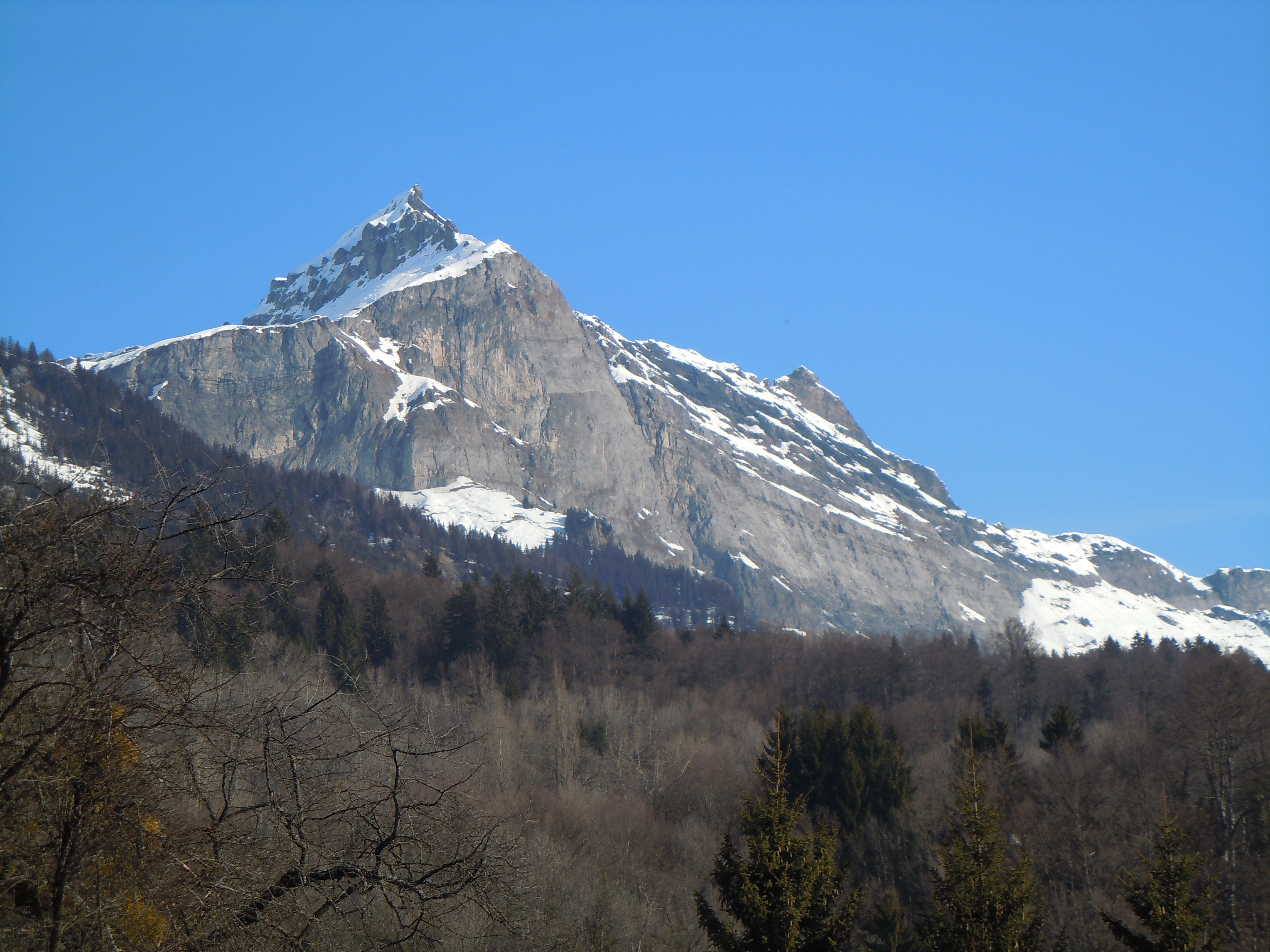
La pointe de Platé est constituée par des calcaires s'étendant à travers le Crétacé (Hauterivien-Maastrichtien) et surmontant les séries impliquées dans le glissement de terrain. Le sommet de la pointe de Platé est composé de grès oligocènes.

Le site de la catastrophe se situe en bordure du désert de Platé, au pied du versant sud-ouest de la pointe de Platé qui surplombe la commune de Passy. La falaise est constituée d'un empilement de couches marno-calcaires du Crétacé appartenant aux nappes subalpines,. Le sanatorium repose sur des séquences marneuses du Jurassique moyen et supérieur qui sont dominés par des calcaires tithoniques peu épais. Les pentes sous l'escarpement du Tithonien sont recouverts par un cône d'éboulis argileux issus de l'altération des formations supérieures. L'escarpement est à son tour surmonté par des calcaires marneux du Berriasien (120 m) et des marnes noires schisteuses du Valanginien (200 m). Ces séries relativement tendres atteignent localement une dizaine de mètres et sont généralement recouvertes par des éboulis. Les calcaires du Valanginien supérieur forment ensuite un ressaut bien marqué au-delà duquel la série est majoritairement calcaire et forme les falaises et la crête principale. La série se poursuit au-delà jusqu’à l’Oligocène (Grès de Taveyanne). La zone est connue pour avoir été le théâtre de plusieurs écroulements majeurs dont celui du Dérochoir en 1751.

### Plateau d’Assy
Le plateau d'Assy est un étroit replat qui délimite l’extrémité méridionale du désert de Platé et dont la pointe de Platé constitue son point culminant. Il a été aménagé sur un large cône d’éboulis de pente dominant la vallée de l’Arve. Cette large dispersion des éboulis explique la faible occurrence d’affleurement du substrat rocheux, surtout marneux, à l’exception des falaises d’urgonien.

### Sanatorium pour enfants du roc des Fiz
Un ensemble de sanatoriums s'établit à partir de 1926 sur le plateau d'Assy, sur les hauteurs de Passy, à proximité de Saint-Gervais-les-Bains, alors réputée pour son thermalisme.
Le sanatorium pour enfants du roc des Fiz est inauguré en mars 1932,. Il est géré par l'Association philanthropique des Villages-Sanatoriums de Haute Altitude qui possède trois autres établissements : Praz Coutant, Guébriant et Martel de Janville. Le bâtiment rompt avec l'esthétique traditionnelle et les architectes Pol Abraham et Henry Jacques Le Même optent pour une architecture moderne pour optimiser ses fonctionnalités et l’accueil des 180 lits. Considéré comme un modèle de sanatorium pour enfants, il comprend un bâtiment central des services généraux de trois étages d'où partent deux séries de pavillons-dortoir, construits sur pilotis et reliés au bâtiment central par des coursives couvertes et chauffées : celui des filles à l'est du bâtiment central et celui des garçons à l'ouest. Enfin un cinquième pavillon, un lazaret, est situé entre le bâtiment central et la route. Le sanatorium est sous la direction du docteur Philippe Couve de Murville depuis 1964 au moment de la catastrophe, c'est l'établissement le plus rentable du plateau d'Assy.

## Déroulement des faits

### Évènements antérieurs
Le début de l'année 1970 est marqué par des conditions météorologiques, qui, sans être exceptionnelles, vont influencer le déclenchement de la catastrophe. L'hiver 1969-1970 est marqué par d'abondantes chutes de neige en altitude. Après un mois de janvier caractérisé par un temps ensoleillé, favorisant la transformation de la couche de neige préexistante en neige de printemps, de fortes chutes de neige se produisent en février et mars. L'accumulation de neiges fraiches au-dessus de cette couche de neige de printemps favorise le déclenchement d'avalanches. L'une d'elles se déclenche le 5 avril vers 1 450 m d'altitude dans le couloir des Échines, au-dessus du sanatorium, et vient buter contre l’aile ouest. Des fissures sont observées par les résidents du sanatorium mais le directeur de l'établissement décide de ne pas céder à la panique et n'envisage pas une évacuation. Un dortoir est cependant évacué provisoirement.
Une semaine plus tard, des pluies abondantes s'abattent sur la région du 12 au 14 avril et alourdissent la neige. Il tombe jusqu’à 30 mm les 12 et 13 avril. Il s'ensuit le 15 avril, la veille de la catastrophe, un brusque redoux qui provoque une fonte rapide du manteau neigeux.

### Glissement de terrain

Schéma de la coulée.

Le glissement de terrain se déclenche le 16 avril vers 0 h 15. Il débute vers 1 630 m d'altitude sur le versant sud-ouest des falaises dominant le sanatorium et s'écoule vers le sud-ouest en dévalant la pente en ligne droite dans le couloir des Echines. Vers 1 440 m d'altitude, le glissement de terrain emprunte un thalweg et bifurque vers le sud-est, en direction du sanatorium. Il emporte les deux bâtiments de l’aile occidentale ainsi que les logements des infirmières et des puéricultrices surprenant les occupants durant leur sommeil.
Des observations sur site le 21 avril permettent d'identifier des crevasses transversales entre 1 650 et 1 540 m d'altitude, dans une zone à forte pente et non boisée, et dont certaines laissent apercevoir le substrat rocheux calcaire. Deux déchirures sont identifiées plus bas. Une niche d'arrachement supérieure à 1 540 m d'altitude de 20 m de large et 60 m de long. Une seconde niche inférieure s’étale sur 80 m de large et 50 m de long vers 1 490 m d'altitude. Des bourrelets de solifluxion d’1 à 2 m d’épaisseur séparent ces deux déchirures. En dessous de 1 440 m d'altitude, la coulée a emprunté un thalweg, creusé dans les marnes du Valanginien inférieur, qui a bifurqué vers 1 400 m d'altitude. Cette zone est marquée par la formation d'un cône d'accumulation composé de troncs d’arbres sectionnés ou arrachés et recouvrant jusqu’à 1 m de neige compactée issus de l’avalanche du 5 avril. La loupe de glissement s'étend sur 300 m de long, 200 m de large et atteint par endroit 15 m d'épaisseur. Elle représente un volume de 30 000 à 50 000 m3.

### Gestion de la crise
Les secours s'organisent rapidement et le dispositif ORSEC est aussitôt déclenché. 500 secouristes, aidés par la population locale participent à la recherche d’éventuels survivants pendant quatre jours et trois nuits. La route d'accès est tout d'abord déblayée pour permettre l'arrivée des secours et l'évacuation des blessés. Un important élan de solidarité se met en place. De nombreuses entreprises de travaux publics fournissent bulldozers et pelleteuses. 
Les enfants qui ont été épargnés par la catastrophe sont d'abord évacués dans des centres d’accueil temporaires ouverts par la commune de Passy puis transférés vers les autres sanatoriums du plateau d'Assy. Par crainte d'un nouveau glissement de terrain et en raison de l'arrêt du système de chauffage, endommagée par la catastrophe, les enfants résidant dans les bâtiments non sinistrés sont aussi évacués. Ces derniers n'ont même pas été réveillés par le glissement de terrain.

## Bilan humain
Le bilan s'établit à 71 morts dont les 56 enfants de l'aile des garçons, 14 femmes membres du personnel et une sœur de l'ordre de Niederbronn affectée à la surveillance du dortoir. La plupart des enfants sont retrouvés dans leur lit, surpris dans leur sommeil, les draps ensanglantés. Le plus jeune avait deux ans. Le personnel compte aussi de nombreux blessés. Certains rescapés, sept survivants, ne sont pas retrouvés dans les décombres mais ont été projetés à plusieurs dizaines de mètres. D'autres comme Geneviève Raphaël sont extirpés des décombres au bout de 2 heures. Les infirmières-puéricultrices, dont Jocelyne Dalloz, aide-soignante au sanatorium, sont chargées par les gendarmes d'identifier le corps des victimes d'après leur pyjamas,.
Une cérémonie est célébrée à l'église Notre-Dame-de-Toute-Grâce du plateau d'Assy deux jours plus tard, le 18 avril. De nombreuses personnalités politiques sont présentes : René Galy-Dejean (représentant le gouvernement), Maurice Herzog (maire de Chamonix), Charles Bosson (maire d'Annecy) et monseigneur Sauvage (évêque d'Annecy).

## Causes de la catastrophe
L’épais manteau neigeux et les pluies qui se sont abattues les jours/mois précédant la catastrophe ne peuvent individuellement expliquer la catastrophe car des évènements équivalents se sont déjà produits par le passé comme les importantes chutes de neige des hivers 1941-1942 et 1965-1966. C’est donc l’enchainement des conditions météorologiques qui explique le déclenchement de la catastrophe. Les importantes précipitations neigeuses ont stocké un important volume d’eau sur les pentes, puis les pluies abondantes du 12 au 14 avril ont certainement saturé en eau les terrains qui a été aggravé par le redoux du 15 avril, provoquant une fusion rapide du manteau neigeux.
Le pendage des marnes et des schistes, orienté à contre-pente (pendage vers le nord de 30° à 40°), a facilité la circulation des eaux de ruissellement dans le sol et imbibé les roches superficielles. Le glissement de terrain résulte d’une dégradation des propriétés mécaniques des marnes et schistes en surface et par l’accroissement rapide des pressions interstitielles dans le versant. Le plan de glissement s’est ainsi formé à l’interface entre la partie superficielle altérée et la partie saine des séries marno-schisteuses du Berriaisien et du Valanginien inférieur. Dès la mise en mouvement, et en raison de la forte concentration en eau dans le sol, la masse glissée s’est rapidement transformée en une coulée boueuse, mélangeant roche dégradée, végétation (arbres) et neige. Le thalweg qu’a emprunté le glissement de terrain traverse la barre tithonique qui a été en partie démantelée lors de la catastrophe puisque des blocs ont été retrouvés dans la zone terminale de la coulée à l’emplacement des bâtiments détruits. Si des doutes ont été portés sur la stabilité des formations superficielles recouvrant les marnes et schistes, l’analyse de la composition de la coulée a rapidement exclu qu’elles aient pu initier le glissement de terrain.
La topographie ne semble par contre pas avoir contribué au déclenchement de la catastrophe. La niche d’arrachement se situe dans une zone boisée à pente régulière de 35° et ne présentait ni bourrelets de solifluxion, ni de crevasses d’arrachement. De même, le thalweg ne semblait pas fonctionnel depuis longtemps au regard de l’âge centenaire des arbres arrachés et de la présence d’anciens chalets d’alpage. Enfin une série de clichés prises par un habitant du coin depuis le mois de janvier ne montrent aucun signe précurseur au niveau du manteau neigeux jusqu’au 11 avril. Les photos prises ce jour-là montrent l’apparition de crevasses transversales dans le manteau neigeux au niveau de la niche d’arrachement. Des arbres ont aussi disparu ou se sont couchés.
D’autres glissements de terrain de quelques milliers à plusieurs millions de mètres cubes se produisent la même année dans les environs du plateau d’Assy : trois en avril, une en juin et une autre en juillet. Ces évènements ne sont pas isolés. Des débats ont lieu dès les années 1930 à propos du risque d'éboulement craint par certains habitants et connaisseur du site. Des éboulements se produisent lors du chantier de construction du sanatorium. La parcelle étant par ailleurs située sur un ancien chemin de débardage, chemin des Charbonnières, construit peut-être à la suite d'ancien glissement de terrain.

## Répercussions

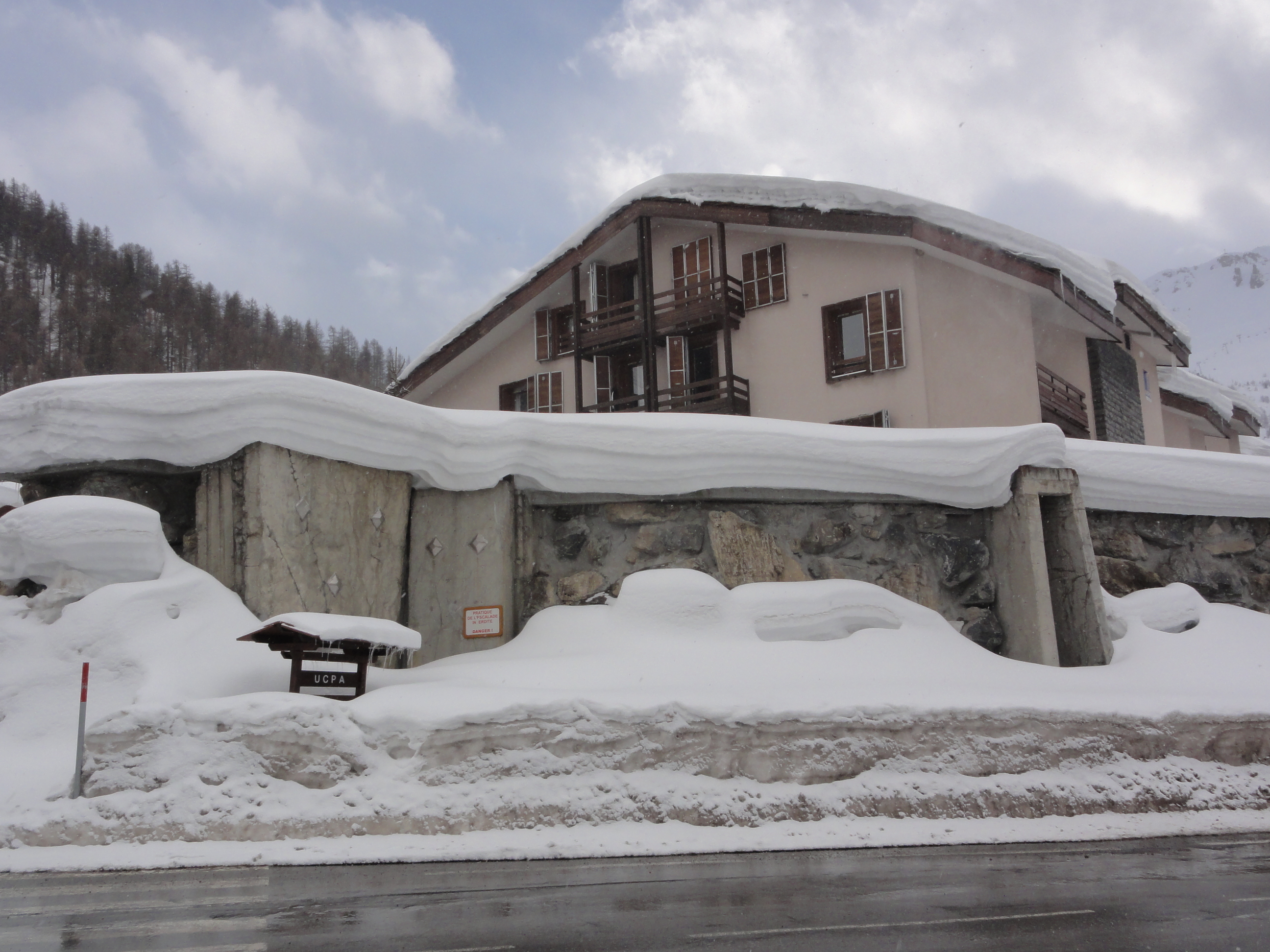
Le centre de l'UCPA qui avait été touché par l'avalanche à Val d'Isère.

La catastrophe du plateau d’Assy survient deux mois après l’avalanche de 1970 à Val-d'Isère qui avait causé 39 morts et 37 blessés et suscité une vive émotion au sein de l’opinion publique. Pouvoirs publics et opinion publique étaient alors déjà focalisés sur la problématique des risques naturels en montagne et sur la faiblesse des réglementations. Cette catastrophe constitue donc un événement déclencheur dans le développement d’une politique de prévention des risques naturels. Comme le soulève le député RI Jean Morellon lors d’une question au premier ministre Jacques Chaban-Delmas, l’enjeu pour les pouvoirs publics est alors de définir si « cette tragédie est la conséquence d'une fatalité ou si elle était scientifiquement prévisible ». Les travaux menés à la suite de ces deux catastrophes vont permettre de mieux prendre en compte le risque d’instabilités de versant en France.

### Expertise diligentée par le préfet
Henri Coury, préfet de Haute-Savoie, diligente une expertise menée par Jacques Debelmas, alors directeur du laboratoire de géologie alpine de Grenoble, pour répondre à plusieurs questions (et préoccupations du représentant de l'État) :
- quelle est la cause du glissement de terrain ? (en droit, pour toute cause identifiée doit exister un remède) ;
- peut-il continuer de s’étendre ? (faut-il évacuer les bâtiments restants ?) ;
- était-il prévisible tant au moment de la construction du sanatorium qu’à la veille de la catastrophe ? (Y a-t-il d'éventuelles responsabilités de l'administration ou d'une tiers personne ?) ;
- y a-t-il une relation entre une coulée de neige observée le 5 avril et le glissement de terrain du 16 avril ? (même question que précédemment).

Le rapport identifie que des « phénomènes de coulées ou de glissements boueux » peuvent se produire dans des « couvertures meubles peu épaisses » sur « des versants alpins à substrat marneux ». Jacques Debelmas indique aussi que des « circonstances météorologiques » ont aussi favorisé cette catastrophe. Bien que des « signes précurseurs même au travers d’un manteau neigeux » sont visibles, il s’interroge : « comment disposer de la surveillance nécessaire dans les cas où, comme celui-ci, la disposition antérieure des lieux ne suggère pas une instabilité particulière ? » Jacques Debelmas signale enfin qu’aucune étude détaillée du site n’a été entreprise à la suite de la catastrophe au moment de la parution du rapport.

### Mission interministérielle d’étude sur la sécurité des stations de montagne
Sur proposition de Raymond Marcellin, ministre de l’Intérieur, la mission interministérielle d’étude sur la sécurité des stations de montagne est étendue à la catastrophe du plateau d’Assy, et ses membres sont sur place à la fin du mois d’avril. Cette commission d’enquête, dirigée par le préfet Jacques Saunier est chargé d’enquêter sur les circonstances de l’avalanche de 1970 à Val-d'Isère. Bien que focalisée sur la problématique des avalanches, le rapport de la mission interministérielle formule plusieurs recommandations en rapport avec celles des instabilités de versant comme la réalisation de plans des « zones exposées et des indications sur l’intensité des phénomènes redoutés ».

### Circulaires et décrets
Le décret du 28 octobre 1970 du ministère de l’Équipement et du Logement, relatif aux Plans d'occupation des sols (POS), stipule que ces plans doivent désormais prendre en compte les zones où « l’existence de risques naturels tels que inondation, érosion, affaissements, éboulements, avalanches, justifie que soient interdites ou soumises à des conditions spéciales les constructions ou installations de toute nature ».
La circulaire du 1er février 1971 du ministère de l’Agriculture demande que des « plans des zones exposées aux risques naturels » soient mis en place en application du rapport Saunier.

### Plan ZERMOS
En 1974, le BRGM et le Laboratoire central des ponts et chaussées (LCPC) évaluent dans chaque département, les « zones exposées à des risques liés aux mouvements du sol et du sous-sol » (ZERMOS) et l’opportunité d’une telle cartographie. Un plan ZERMOS est ensuite établi sur financement de la sécurité civile. Il est géré par le BRGM qui s’associe avec le LCPC et plusieurs laboratoires universitaires de géologie. C’est un travail précurseur réalisé à une époque où les concepts d’aléa et de risque n’étaient pas encore clairement définis.
La feuille de Passy-Servoz fait partie des 27 cartes éditées entre 1972 et 1980. Si les terrains situés en contrebas du sanatorium sont matérialisés en rouge, indiquant un risque, ceux constituant le versant surplombant le sanatorium, des falaises au talus couvert d’éboulis en passant par les pentes boisées est marqué en rouge foncé, indiquant un risque déclaré et actif. Néanmoins, pour Antoine et al., le tracé de la limite inférieure englobant le sanatorium dans cette dernière zone semble être l’influencé par la coulée, alors que le sanatorium aurait dû être exclu par cohérence morphologique.

### Destruction du sanatorium
Le glissement de terrain ayant causé des dommages irrémédiables à la structure, le reste du sanatorium est détruit en 1970. La zone est depuis recouverte par une importante végétation et ne subsistent que quelques témoins comme des fragments d’enrobé ou des poteaux en béton.
Les restes du sanatorium sont utilisés pour construire un paravalanche au-dessus du sanatorium Praz-Coutant. Un bassin de rétention de 100 000 m3, orienté parallèlement à l'axe de la coulée, est construit en 1979 à l'emplacement d'une ancienne voie d'accès au sanatorium pour protéger les immeubles Fontenay et Praz Coutant d'un éventuel glissement de terrain. Parallèlement un éperon paravalanche est construit au nord du sanatorium de Guébriant.

### Poursuites judiciaires
En mai 1970, des familles de victimes déposent quatorze plaintes auprès du procureur contre l'Association philanthropique des Villages-Sanatoriums de Haute Altitude mais aussi la commune de Passy, propriétaire des terrains d'où la coulée est partie. Elles leur reprochent de ne pas avoir pris en considération l'avalanche du 5 avril. Dans le cadre d'une plainte contre X pour homicide par imprudence auprès du tribunal administratif de Grenoble, les 28 familles de victimes sont déboutées car le tribunal reconnaît dans son jugement du 11 janvier 1978 le caractère de force majeure, exonérant ainsi la commune de Passy de toute responsabilité. Mais cette décision est remise en cause par l'arrêt du 24 novembre 1980 de la cour d'appel de Chambéry qui souligne que l'altération des couches superficielles facilitant l'instabilité du terrain ne pouvait être considérée comme inimaginable et constitue de fait un « vice du terrain »,. Toutefois, les mêmes juges considèrent que les conditions météorologiques de l'hiver 1969-1970 exonèrent en partie les responsabilités de la commune et qu'il y a interaction entre le cas de force majeure imputé à ces conditions météorologiques et la responsabilité de la commune propriétaire des terrains. La cour d'appel condamne ainsi la commune de Passy à verser 10 000 francs aux parents des victimes et 10 000 francs aux époux des adultes morts dans la catastrophe.
Cette décision contraste avec les décisions concernant l'avalanche de 1970 à Val-d'Isère où l'État et la commune de Val-d'Isère ont été conjointement condamnés pour un manque d'études approfondies pour sécuriser une zone où de nombreuses avalanches s'étaient déjà produites par le passé, contrairement au versant surplombant le sanatorium où aucun glissement de terrain n'était répertorié.

## Hommages aux victimes
Aucune action commémorative n'est menée durant de nombreuses décennies. Deux cérémonies discrètes sont organisées en 2005 et 2008. Le Collectif du Roc des Fiz rassemblant les familles de victimes et de rescapés est créée en 2008 pour perpétuer la mémoire de la catastrophe. Une première cérémonie du souvenir est organisée officiellement en 2010 pour les 40 ans de la catastrophe à l'initiative de la mairie de Passy et de l'association. Elle s'effectue autour d'une stèle très modeste qui ne satisfait pas le collectif du Roc des Fiz, lequel réclame un véritable mémorial. 
L'installation d'une véritable stèle commémorative traîne en longueur en raison de conflit avec la direction de l'établissement et la commune de Passy. Une stèle massive en granit est finalement implantée le 29 mai 2019 sur le site de la catastrophe à l’initiative du collectif des familles de victimes et de rescapés,,. Initialement prévue pour 2020 pour commémorer les 50 ans de la catastrophe, l'inauguration officielle est reportée en 2022 en raison de la pandémie de Covid-19. Elle a finalement lieu les 27 et 28 mai 2022 avec une célébration interreligieuse en l’Église Notre-Dame-de-Toute-Grâce du plateau d'Assy puis un hommage aux victimes devant le mémorial,.

### Archives de reportage
- Glissement de terrain au plateau d'Assy : reportage du 16 avril 1970 sur l'INA.
- 16 avril 1970 : la catastrophe du plateau d’Assy | Franceinfo INA sur la page youtube de l'INA.
- Enquête sur la catastrophe du plateau d'Assy : reportage du 22 avril 1970 pour le Journal de 20 heures de l'ORTF sur l'INA.
- Antoine Chandelier, Drame du plateau d’Assy : « Les constructeurs du Roc des Fiz savaient pertinemment que le sol était glissant », podcast « Histoires d'en haut », Le Dauphiné libéré, 31 octobre 2021.